# Beach Coaster
Beach Coaster in Ocean View Pavilion (Jacksonville Beach, Florida, USA) war eine Holzachterbahn des Herstellers Charles S. Rose, die 1928 als Pippin eröffnet wurde. 1949 wurde die Bahn geschlossen.
Die von John A. Miller konstruierte Bahn besaß eine Länge von 965,6 m und erreichte eine Höhe von 28,3 m. Zwei Züge mit jeweils zwei Wagen erreichten eine Höchstgeschwindigkeit von 80,5 km/h.